# Dabèga
Dabèga est une commune rurale située dans le département de Zorgho de la province du Ganzourgou dans la région Plateau-Central au Burkina Faso.

## Géographie
Dabèga est situé à environ 4 km au nord-est du centre de Zorgho, le chef-lieu du département et de la province.

## Santé et éducation
Les centres de soins les plus proches de Dabèga sont le centre de santé et de promotion sociale (CSPS) et le centre médical avec antenne chirurgicale (CMA) de Zorgho.